# Roger Lenaers
Roger Charles Lenaers (Oostende, 4 januari 1925 – Heverlee, 5 augustus 2021) was een Belgisch didacticus en jezuïet.

## Levensloop
Lenaers trad in 1942 bij de jezuïeten in en studeerde daar filosofie, theologie en klassieke filologie. 
Als classicus specialiseerde hij zich in de didaktiek van de Oude Talen (ca. 30 publicaties, telkens van lerarencommentaren vergezeld). Als theoloog was hij actief als godsdienstleraar in het voortgezet onderwijs en in de opleiding van toekomstige godsdienstleraressen. Zijn speciale interesse ging uit naar de vragen die de moderniteit en de secularisatie aan het geloof stellen. Moderniteit moet hierbij verstaan worden als de westerse levensbeschouwing die met de Verlichting ontstaan is, als vrucht van de moderne wetenschappen en het humanisme van de renaissance. 
In 2000 en 2002 publiceerde hij twee langere essays over de botsing tussen de moderniteit en de traditionele geloofsvoorstellingen, waarin hij met behulp van een herformulering de geloofsboodschap met de moderniteit verzoent. In 2005 verschenen de tot één boek verwerkte essays in het Duits en in het Engels. Daarop volgden vertalingen in het Spaans, het Portugees en het Italiaans. In 2008 volgde de taalkundig gecorrigeerde tweede Duitse uitgave en in april 2009 een tweede boek met de provocatieve titel: “Al is er geen God-in-den-hoge”.
Hij was sinds 1995 pastoor in Vorderhornbach en Hinterhornbach (Lechtal, Tirol). Lenaers overleed in 2021 op 96-jarige leeftijd.

## Werken
- De droom van Nebukadnezar. Of het einde van een middeleeuwse kerk. 160 blz.,  Berg en Dal/Leuven, 2000
- Uittocht uit oudchristelijke mythen. Berg en Dal/Leuven, 2002
- Der Traum des Königs Nebukadnezar. Das Ende einer mittelalterlichen Kirche. copy-us Verlags GmbH, Kleve 2005, ISBN 3-935861-15-X. Engels: Nebuchadnezzar’s Dream or the End of a Medieval Catholic Church, Gorgias Press, Piscataway, NJ, U.S.A. 2007. Spaans: Altro Cristianismo es posible, Fe en lenguaje de modernidad, Editorial Abya Yala, Quito, 2008, 244 S. Portugees: Outro cristianismo é possível: a fé em linguagem moderna. Paulus Editora, São Paolo. Italiaans: Il sogno di Nabucodonosor. Fine della chiesa cattolica medievale.
- Der Traum des Königs Nebukadnezar. Das Ende einer mittelalterlichen Kirche. Vortrag, 12 Seiten. Wien 2008
- Das Papsttum als Stein des Anstoßes – was können wir tun? Vortrag, 18 Seiten Linz 2009
- Al is er geen God-in-den-hoge. Een vervolg op 'De droom van Nebukadnezar'. 208 blz., Kapellen, 2009
- Op verkenning in een nieuw land. 176 blz., Kapellen, 2011
- Jezus van Nazaret. Een mens als wij? 109 blz., Kalmthout, 2015